# Glaucomastix abaetensis
Glaucomastix abaetensis — вид ящірок родини теїдових (Teiidae). Ендемік Бразилії.

## Поширення і екологія
Glaucomastix abaetensis мешкають в прибережних районах в штатах Баїя і Сержипі, від Салвадора до Аракажу. Вони живуть в прибережних заростях рестінги. Живляться дрібними ракоподібними, комахами, личинками, павуками, термітами, плодами та дрібними ящірками. Відкладають яйця, в кладці 2 яйця.

## Збереження
МСОП класифікує цей вид як такий, що перебуває під загрозою зникнення. Glaucomastix abaetensis загрожує знищення природного середовища.